# Voitto Köykkä
Voitto Köykkä (* 3. Juni 1999) ist ein finnischer Volleyballspieler.

## Karriere
Köykkä begann seine Karriere bei Mänttä Vilppulassa. 2017 wechselte er zu Akaa Volley. Der Libero nahm mit der finnischen Nationalmannschaft an der Europameisterschaft 2021 teil. 2022 wurde Köykkä vom deutschen Bundesligisten Helios Grizzlys Giesen verpflichtet.